# Robb Wells
Pour les articles homonymes, voir Wells.
Robb Wells est un acteur et scénariste canadien né le 28 octobre 1971 à Moncton au Nouveau-Brunswick.

## Biographie
Il est connu pour son rôle de Ricky dans la série télévisée Trailer Park Boys.

## Filmographie

### comme Acteur
- 1995 : The Cart Boy : Ricky
- 1998 : One Last Shot : Ricky
- 1999 : Trailer Park Boys : Ricky
- 2002 : La Chevauchée de Virginia (Virginia's Run) : Rob
- 2004 : A Hole in One
- 2004 : The Trailer Park Boys Christmas Special (TV) : Ricky
- 2006 : Trailer Park Boys: The Movie : Ricky
- 2009 : Trailer Park Boys: Countdown to Liquor Day

2009 The Boondock Saints II : All Saints Day - "Thug"
Ricky
- 2011 : Hobo with a Shotgun de Jason Eisener : Logan
- 2011 : Goon : Technicien
- 2012 : Would You Rather, de David Guy Levy : Peter

### comme Doubleur
- 2012 : Archer (TV) : Kenny Bilko (saison 3, épisode 6)

### comme Scénariste
- 1995 : The Cart Boy
- 1998 : One Last Shot
- 1999 : Trailer Park Boys